# Casa d'Anes
La Casa d'Anes és una obra de Bellver de Cerdanya (Baixa Cerdanya) inclosa a l'Inventari del Patrimoni Arquitectònic de Catalunya.

## Descripció
Casa aïllada situada a 1360m d'altitud, al serrat dels Sobirons.
El cos central consta de planta i dos pisos, a l'est dels quals es troba l'era, envoltada per les pallisses i el portal.

## Història
La casa d'Anes és l'últim vestigi de l'antic poble d'Anes, la parròquia del qual, actualment capella de Sant Mamet d'Anes, és citada a l'Acta de Consagració de la catedral d'Urgell (839). Havia estat possessió del marquès de Monistrol, que tenia també altres possessions al veí municipi de Prullans.
Actualment està deshabitada, però està previst que sigui restaurada, com ho va ser la Capella de Sant Mamet al 1987.